# Roger Aiken
Roger Aiken (* 19. Mai 1981) ist ein ehemaliger irischer Radrennfahrer. Er war hauptsächlich im Cyclocross aktiv. So wurde er 2002 in der U23-Kategorie zum ersten Mal irischer Meister. Diesen Erfolg wiederholte er in den Jahren 2005 bis 2017 sechsmal bei den Elite-Fahrern. Auf der Straße gewann er 2005 eine Etappe bei An Post Rás und fuhr 2006 für das neu gegründete irische Continental Team Sean Kelly Team.

## Erfolge
2002/2003
 Irischer Crossmeister (U23)
2004/2005
 Irischer Crossmeister
eine Etappe An Post Rás
2007/2008
 Irischer Crossmeister
2012/2013
 Irischer Crossmeister
2013/2014
 Irischer Crossmeister
2015/2016
 Irischer Crossmeister
2016/2017
 Irischer Crossmeister

## Teams
- 2006 Sean Kelly Team